# Lissachatina fulica
Lissachatina fulica – inwazyjny gatunek ślimaka lądowego z rodziny Achatinidae, bardziej znany pod wcześniejszą nazwą Achatina fulica, zaliczany do największych lądowych ślimaków świata, jadalny. Jest istotnym dla gospodarki szkodnikiem upraw, uznanym przez IUCN za jeden ze 100 najbardziej inwazyjnych gatunków świata, a także pośrednim żywicielem kilku gatunków nicieni, w tym Angiostrongylus cantonensis, wywołującym angiostrogylozę lub zapalenie opon mózgowych i mózgu (meningoencephalitis).

## Występowanie
Naturalny zasięg występowania tego gatunku obejmuje Afrykę Wschodnią (Kenia i Tanzania), skąd od co najmniej 1800 roku został rozwleczony przez ludzi w strefie tropikalnej i subtropikalnej całego świata.
Zadomowił się m.in. na Teneryfie i w południowej Hiszpanii, gdzie został uznany za gatunek inwazyjny.

## Taksonomia
Gatunek klasyfikowany był w podrodzaju Lissachatina w obrębie rodzaju Achatina. Badania molekularne przedstawicieli tego rodzaju wykazały, że nie jest to takson monofiletyczny. Lissachatina został podniesiony do rangi rodzaju.

## Budowa i biologia
Muszla tego ślimaka osiąga przeciętnie 5–10 cm, ale spotykane są osobniki o muszli osiągającej 20 cm długości. Ubarwienie jasnobrązowe o zmiennym deseniu. Różnice w budowie, kształcie i ubarwieniu muszli są związane z warunkami środowiska, w jakim przebywa dana populacja. Przedstawiciele tego gatunku żyją przeciętnie 5–6 lat. Dojrzałość płciową uzyskują pomiędzy 5. a 8. miesiącem życia. Liczba składanych jaj jest zależna od wieku osobnika i wynosi od 10 do 400 sztuk jednorazowo. W sprzyjających warunkach ślimak ten może złożyć 1800 jaj w ciągu roku.
Wykazuje dużą odporność na znaczne zmiany warunków otoczenia. W niesprzyjających warunkach zakopuje się w podłożu i zapada w stan estywacji.

## Znaczenie gospodarcze
Ludzie przypisują temu ślimakowi właściwości lecznicze. Jako gatunek jadalny, osiągający znaczne rozmiary, jest chętnie wykorzystywany przez ludzi w celach kulinarnych, a także jako karma dla zwierząt. Lissachatina fulica są niewybrednymi fitofagami. W skład ich diety wchodzi ponad 500 różnych roślin, w tym wiele gatunków uprawnych. Z braku naturalnych wrogów w nowych środowiskach mięczaki te stały się groźnymi szkodnikami wielu upraw.